# سفارة العراق في أذربيجان
سفارة العراق في أذربيجان هي أرفع تمثيل دبلوماسي لدولة العراق لدى أذربيجان. تقع السفارة في باكو وهي تهدف لتعزيز المصالح العراقية في أذربيجان.

## وصلات خارجية
- قائمة سفارات العراق
- قائمة السفارات في أذربيجان